# Manuel Neuer
Manuel Neuer (* 27. března 1986, Gelsenkirchen) je německý fotbalový brankář a bývalý reprezentant hrající v klubu FC Bayern Mnichov. Angažmá v Bavorsku předcházelo působení v klubu FC Schalke 04, jehož je Neuer odchovancem. V roce 2011 získal v Německu ocenění Fotbalista roku. V roce 2014 byl na toto ocenění opět nominován a nakonec jej i získal. Desetkrát se stal německým mistrem a dvakrát opanoval Ligu mistrů UEFA.
Neuer byl zařazen do nejlepší sestavy Mistrovství Evropy 2012,
na vítězném Mistrovství světa 2014 obdržel ocenění „Zlatá rukavice“ pro nejlepšího brankáře šampionátu. Mimo to se účastnil Mistrovství světa 2010, kde s týmem získal bronzové medaile, Mistrovství světa 2018, Mistrovství světa 2022 a dalších dvou evropských mistrovství – Mistrovství Evropy 2016 a Mistrovství Evropy 2020.
V anketě Zlatý míč FIFA udělované za rok 2014 se umístil třetí za Cristianem Ronaldem a Lionelem Messim, pravidelnými držiteli této ceny v tomto období. Organizací IFFHS byl vyhlášen nejlepším brankářem desetiletí mezi roky 2011 až 2020. Pětkrát byl vyhlášen nejlepším brankářem roku rovněž podle IFFHS.
Má kvalitní kopací techniku, dokáže výborně číst hru, předvídat přihrávky soupeře a následně proti nim včas zakročit.
V průběhu své kariéry se vypracoval mezi nejlepší dobové brankáře na světě a i fotbalové historie.

## Klubová kariéra

### FC Schalke 04
Prošel všemi mládežnickými kategoriemi v Schalke 04, v roce 2005 podepsal profesionální smlouvu. V první lize debutoval ve dvaceti letech proti Alemannia Aachen namísto zraněného Franka Rosta. V tomto utkání odehraném 19. srpna 2006 udržel při výhře 1:0 čisté konto. V záříjových a říjnových utkáních hájil branku znovu Rost, jehož trenér Mirko Slomka 5. listopadu nahradil Neuerem pro domácí střetnutí s ligovým hegemonem Bayernem Mnichov a zrodila se remíza 2:2. Zatímco Rost v lednu klub opustil, Neuer si pozici brankářské jedničky ponechal a do konce února zůstal neporažený. Schalke se v sezóně 2006/07 přiblížilo titulu, který naposledy vybojovalo roku 1958, nakonec však skončilo druhé za Stuttgartem. Samotný brankář obdržel Zlatou rukavici pro nejlepšího brankáře v německé lize.
Startu Bundesligy předcházel červencový německý ligový pohár (DFL-Ligapokal), v němž Neuer odchytal všechny tři utkání. Ve finále proti Bayernu 28. července 2007 prohru 0:1 neodvrátil. Během sezóny 2007/08 se dopustil několika chyb vedoucích k soupeřovým gólům, jeho role brankářské jedničky však zůstala neohrožena. Chybování způsobila hra více na riziko, kterou se prezentoval i po zbytek kariéry, kdy hrál variantu libera. Navzdory jeho zaváháním v Lize mistrů například proti Valencii nebo Chelsea pomohl mužstvu k postupu ze skupiny. Po jarním úpadku formy, který vyústil ve tři po sobě jdoucí ligové prohry, se Schalke 5. března 2008 probojovalo do čtvrtfinále Ligy mistrů. Neuer se proti Portu zaskvěl řadou zákroků a v penaltovém rozstřelu zabránil skórovat hned dvěma soupeřům. Čtvrtfinálovému vyřazení od Barcelony nezabránil. V lize se Schalke umístilo třetí. Patřil mezi pětici brankářů nominovaných na ocenění pro nejlepšího brankáře roku UEFA.
Ligová sezóna 2008/09 přinesla brankáři na jednu stranu zklamání v podobě osmého místa, na druhou stranu však reprezentační debut. Neuer kvůli zranění chyběl v úvodních utkáních. Dne 25. dubna 2009 pomohl týmu vyhrát poměrem 1:0 na půdě Bayernu Mnichov. Podle magazínu kicker byl hráčem utkání. Po roční odmlce znovu získal v německé lize Zlatou rukavici, byl brankářem s nejméně obdrženými góly – 35. Tuto cenu získal jako první fotbalista podruhé. Výkony v klubu a na letním vítězném Mistrovství Evropy jednadvacetiletých si vysloužil pozornost Manchesteru United, hledajícího náhradu za 39letého Edwina van der Sara.
Neuer náležel po boku Reného Adlera, Tobiase Sippela anebo Lorise Kariuse do generace mladých německých brankářů úspěšných s mládežnickými sestavami Německa, od kterých se mnohé očekávalo a kteří měli v reprezentaci nahradit odcházející generaci, jíž vévodili Oliver Kahn či Jens Lehmann.

### Bayern Mnichov

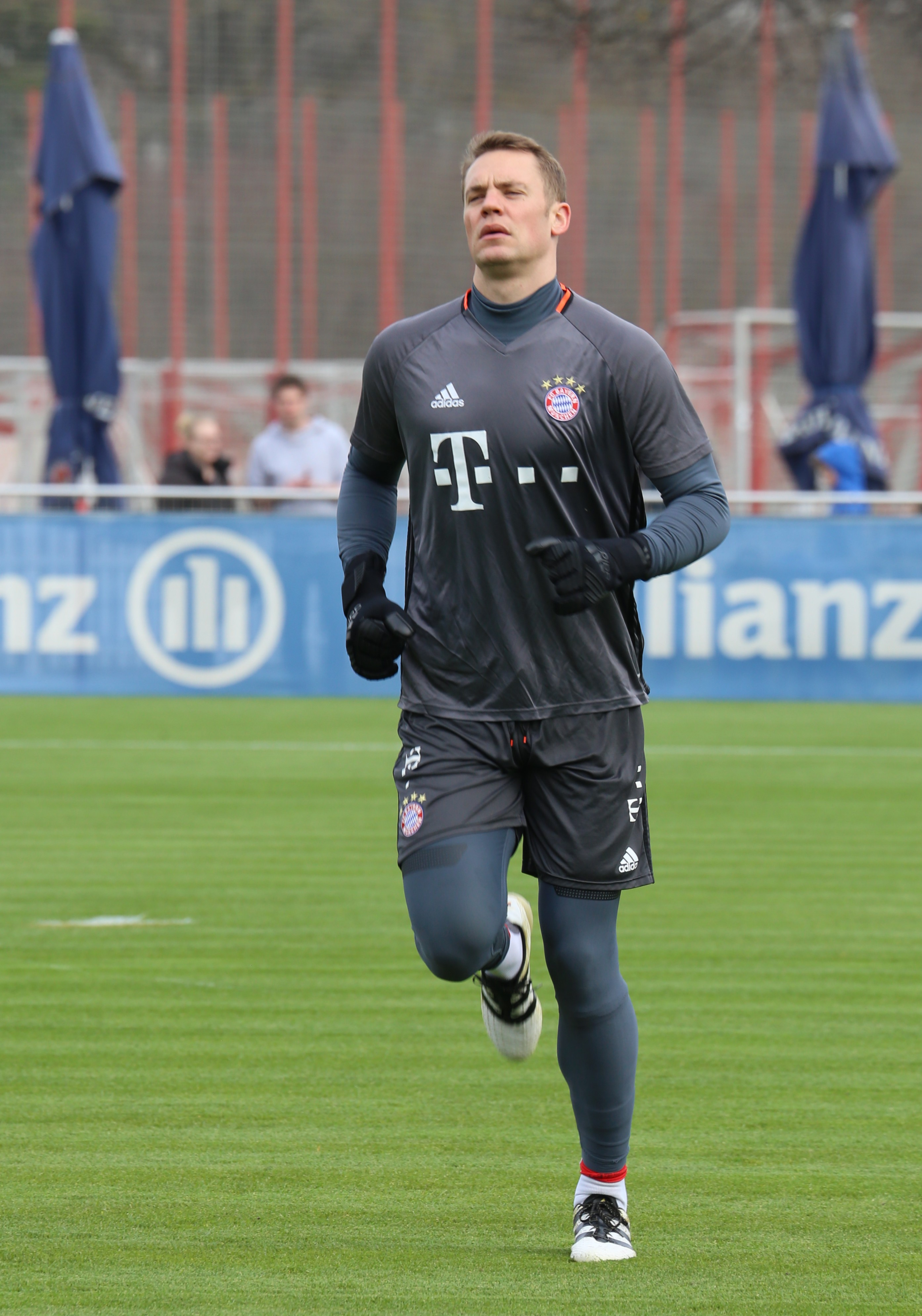
Manuel Neuer při tréninku (březen 2017)

#### Sezóna 2011/12
V létě 2011 přestoupil do Bayernu Mnichov za 22 miliónů eur a podepsal zde pětiletou smlouvu do roku 2016. V ročníku 2011/12 se probojoval s Bayernem do finále DFB-Pokalu proti Borussii Dortmund (ve kterém nastoupil), v něm bavorský klub podlehl soupeři 2:5. V této sezóně se také probojovali do finále Ligy mistrů, kde prohráli v penaltovém rozstřelu proti londýnské Chelsea.

#### Sezóna 2012/13
V sezóně 2012/13 slavil s klubem zisk ligového titulu již 6 kol před koncem soutěže, ve 28. kole německé Bundesligy. V prvním zápase semifinále Ligy mistrů 2012/13 23. dubna 2013 vychytal výhru 4:0 nad Barcelonou, která byla dosud velmi suverénní. Nutno dodat, že jeho spoluhráči soupeře do zakončení prakticky nepouštěli. Bayern si zajistil výbornou pozici do odvety. Ani v odvetě 1. května si příliš nezachytal (tzn. odehrál celé střetnutí, ale nemusel čelit vážným situacím), Bayern zvítězil na Camp Nou 3:0 a suverénním způsobem postoupil do finále proti Borussii Dortmund. V něm 25. května ve Wembley jej překonal z nařízeného pokutového kopu pouze İlkay Gündoğan, Bayern zvítězil 2:1 a získal nejprestižnější pohár v evropském fotbalu.
S Dortmundem se Bayern střetl ještě před finále Ligy mistrů v domácí lize 4. května 2013, utkání skončilo remízou 1:1 a Neuer chytil za tohoto stavu v 60. minutě pokutový kop, který neproměnil Robert Lewandowski. Ve finále DFB-Pokalu 1. června 2013 porazil Bayern s Neuerem v sestavě VfB Stuttgart 3:2 a získal tak treble (tzn. vyhrál dvě hlavní domácí soutěže plus titul v Lize mistrů resp. PMEZ) jako sedmý evropský klub v historii.

#### Sezóna 2013/14
15. září 2013 v ligovém zápase proti Hannoveru udržel čisté konto (výhra 2:0), bylo to jeho 100. čisté konto v německé Bundeslize, čímž se dostal do úzké elitní skupiny brankářů, kterým se podařilo této mety docílit nebo ji překonat (Oliver Kahn, Oliver Reck, Jens Lehmann, Eike Immel, Sepp Maier).
S Bayernem vyhrál i Mistrovství světa klubů 2013 v Maroku, kde Bayern porazil ve finále domácí tým Raja Casablanca 2:0. V Lize mistrů 2013/14 skončila pouť Bayernu v semifinále proti Realu Madrid, Neuer ale mohl na konci sezony slavit obhajobu ligového titulu a vítězství v německém poháru.

#### Sezóna 2014/15
Trenér Pep Guardiola nasadil Neuera do duelu o Německý superpohár, ten ale dopadl výhrou soupeře v podobě Borussie Dortmund 2:0.
Dne 12. ledna 2015 se umístil třetí za vítězem Cristianem Ronaldem a Lionelem Messim – oběma dvěma pravidelnými vítězi – v anketě Zlatý míč FIFA udělované za rok 2014. Obdržel 15,72% všech hlasů, jen těsně (o čtyři setiny procenta) za Messim. Rovněž bylo jeho jméno zahrnuto v nejlepší jedenáctce FIFPRO za téže časové období, v níž se objevil podruhé, stejně jako roku 2013. Dne 30. ledna odchytal ligové utkání s Wolfsburgem, ve kterém Bayern Mnichov prohrál 1:4. Poprvé od příchodu do týmu tak Neuer inkasoval v utkání čtyřikrát, neboť bavorský celek inkasoval čtyři a vícekrát naposledy dne 4. dubna 2009, shodou okolností proti Wolfsburgu (1:5).
V závěru května stanovil nový rekord Bundesligy v počtu zápasů bez obdrženého gólu za sezónu. Po výhře nad Mainzem (Mohučí) měl Neuer na kontě dvacátou nulu a překonal tak Olivera Kahna ze sezóny 2001/02, který neobdržel gól v 19 zápasech ligy.

#### Sezóna 2015/16
V ročníku 2015/16 Bayern začal výhrou proti Hamburger SV. Úspěšnost měl i v Lize mistrů, dokud nenarazil na Arsenal FC. V poločase vytáhl Neuer fantastický zákrok a držel svůj tým. Arsenal zase držel Čech a tak se dlouho hrálo bez branek. V závěru utkání Neuerovi propadl míč a Arsenal vedl gólem Girouda. Následně londýnský celek v nastaveném čase vstřelil druhý gól a Mnichov prohrál 0:2.

#### Sezóna 2016/17
Neuer udržel 14. srpna 2016 čisté konto v superpoháru proti Borussii Dortmund, kterou jeho Bayern porazil 2:0. Podle magazínu kicker se stal mužem utkání.
Na jaře ve čtvrtfinále Ligy mistrů proti Realu Madrid na domácím stadionu Allianz Arena předvedl pozoruhodný výkon, ačkoli jeho tým 1:2 prohrál po dvou gólech Cristiana Ronalda. Neuer si mimo jiné vysloužil pochvalu od soupeřova trenéra Zinédina Zidana.
Odvetné utkání ve Španělsku bavorský tým nezvládl a po prohře 2:4 vypadl. Neuer se při utkání zranil, zlomil si nohu.

#### Sezóna 2017/18
Podstatnou část sezóny 2017/18 laboroval se zraněním.

#### Sezóna 2018/19
V polovině března nastoupil Neuer do osmifinálové odvety Ligy mistrů proti Liverpoolu, nezabránil však prohře 1:3 ve svém jubilejním stém utkání v soutěži. Toho dosáhl jako čtvrtý německý fotbalista po Oliveru Kahnovi, Philippu Lahmovi a Thomasu Müllerovi. Poprvé za osm let se Bayern Mnichov neprobojoval do čtvrtfinále,
vítězem ročníku se stal posléze právě Liverpool.

#### Sezóna 2019/20
Neuer v říjnu 2019 odchytal zápas Ligy mistrů proti Olympiakosu při venkovní výhře 3:2 a vyrovnal tak bývalého německého brankáře Olivera Kahna v počtu odehraných zápasů v této evropské soutěži – 103.
Rovněž v říjnu byla uveřejněná nominace na Jašinovu trofej udělovaná časopisem France Football čítající 10 brankářských jmen a zahrnující také Manuela Neuera.
Oceněným se stal nakonec Alisson Becker.
Proti Borussii Dortmund 26. května 2020 v Bundeslize odchytal jubilejní 400. ligové utkání a stal se 68. hráčem v této soutěži, kterému se podařilo tohoto milníku dosáhnout.
V průběhu května 2020 prodloužil s klubem smlouvu do roku 2023.
Navzdory začátku byla sezóna 2019/20 úspěšná a Bayern dohnal manko, aby vybojoval další mistrovský titul. Neuer získal osmý bundesligový titul a šestý triumf v domácím poháru.
Mnichovský klub se pojistil do budoucna akvizicí mladého brankáře Alexandera Nübela ze Schalke, který bude v sezóně 2020/21 Neuerovým vyzyvatelem na post brankářské jedničky.
Oba brankáři si ve své poslední sezóně připsali 84 ligových zákroků proti soupeřovým střelám, a zatímco Nübelova úspěšnost činila 68 %, ta Neuerova 73 %. Lépe si vedla jen dvojice Yann Sommer a Alexander Schwolow.
V dohrávané Lize mistrů čelil 14. srpna 2020 nejen Barceloně, ale také svému brankářskému sokovi ter Stegenovi. Bayern Mnichov porazil Barcelonu 8:2 a z tohoto pomyslného souboje tak lépe vyšel Neuer.
Odměnou mu byl postup do semifinále proti Lyonu a rovněž finále, v němž vychytal čisté konto, a získal tak trofej Ligy mistrů vítězstvím nad PSG 0:1. Na konci srpna jej UEFA zařadila do nejlepší sestavy sezóny.

#### Sezóna 2020/21
Bayern Mnichov si zajistil Superpohár UEFA 24. září 2020 výhrou 2:1 v prodloužení proti Seville. Samotný Neuer se v závěru základní hrací doby vytasil se zákrokem proti střídajícímu Júsufovi En-Nesjrímu, který zachoval nerozhodné skóre 1:1. Finále Superpoháru DFL (německý superpohár) 30. září též skončilo výhrou Bayernu, tentokráte čelili Neuer a jeho spoluhráči Borussii Dortmund a vyhráli 3:2. Zápas Ligy mistrů proti Atlétiku Madrid 21. října dopadl výhrou Bavorů 4:0 a dalším čistým kontem Neuera. Ten tak dosáhl 200. zápasu za Bayern bez obdrženého gólu překonajíce Seppa Maiera se 199 zápasy bez gólu. Zatímco Maier v Bavorsku odchytal 651 zápasů, Neuer do této doby 394 zápasů. Na v tomto ohledu prvního Olivera Kahna ztrácel Neuer dalších 47 zápasů bez gólu ve vlastní síti.

#### Sezóna 2021/22
Ve svém stém zápase Ligy mistrů za Bayern Mnichov dne 20. října 2021 pomohl čistým kontem k výhře 4:0 nad Benfikou, třetí skupinové výhře v třech zápasech.
Ve 21. kole německé ligy hájil 5. února 2022 brankoviště v domácím zápase proti RB Leipzig (Lipsku). Neuer zaznamenal výhru 3:2 a dosáhl hranice 310 vyhraných zápasů v Bundeslize, čímž vyrovnal rekord německé ligové soutěže držený jeho předchůdcem v brankovišti Bayernu Mnichov i reprezentace, Oliverem Kahnem, tou dobou ředitelem klubu.

#### Sezóna 2022/23
Bayern se 30. července 2022 utkal s Lipskem o německý superpohár a s Neuerem v brankovišti zvítězil 5:3. Byl to Augsburg, který 17. září obhajujícímu mistrovi přivodil první porážku sezóny. Neuer v utkání vyrovnal Seppa Maiera a Maierových 473 odehraných utkání v Bundeslize. Bavorský klub 4. října proti Plzni stanovil nový rekord skupinové fáze Ligy mistrů, když postupně neprohrál 31 utkání. Neuer neinkasoval a Bayern vyhrál výsledkem 5:0. Dále v říjnu kvůli problémům s ramenem preventivně vynechal několik utkání.
V listopadu a v prosinci se účastnil pro Němce neúspěšného Mistrovství světa v Kataru. Na závěr roku si při lyžování zlomil nohu a klub tak byl nucen pořídit do konce sezóny náhradu v podobě Yanna Sommera. V únoru na sebe upozornil kritikou klubu za propuštění Toniho Tapaloviče, dosavadního trenéra brankářů. Titul obhájil Bayern až v závěrečném kole na úkor Dortmundu.

## Reprezentační kariéra
Prošel postupně několika mládežnickými výběry Německa. V roce 2009 vyhrál s německým týmem Mistrovství Evropy hráčů do 21 let, ve finále proti Anglii udržel čisté konto (výhra 4:0).
2. června 2009 odehrál svůj první zápas za A-tým Německa proti domácí reprezentaci Spojených arabských emirátů (výhra 7:2).

### Mistrovství světa 2010
Po šokující smrti Roberta Enkeho v listopadu 2009 a zranění René Adlera se stal nečekaně brankářskou jedničkou německého týmu pro Mistrovství světa 2010 konané v Jihoafrické republice. V základní skupině pustil pouze jeden gól v prohraném zápase proti Srbsku. V osmifinále proti Anglii byl u sporného momentu, kdy rozhodčí neuznali soupeři regulérní gól, kdy míč překročil brankovou čáru. Neuer se po zápase přiznal, že věděl, že míč už byl za čarou a gól měl platit. Během utkání gesto fair play neučinil. Německo na turnaji získalo bronzové medaile po výhře 3:2 nad Uruguayí v souboji o třetí místo.

### EURO 2012
Zúčastnil se i EURA 2012 konaného v Polsku a na Ukrajině, kde Německo vypadlo v semifinále s Itálií po prohře 1:2. Získal tak bronzovou medaili (utkání o třetí místo se nehraje, oba poražení semifinalisté na evropském šampionátu získávají bronzové medaile).

### Mistrovství světa 2014
Trenér Joachim Löw jej vzal na Mistrovství světa 2014 v Brazílii. Němci postoupili ze základní skupiny G se 7 body z prvního místa po výhře 4:0 s Portugalskem, remíze 2:2 s Ghanou a výhrou 1:0 nad USA.
V osmifinále Němci vyřadili Alžírsko po výsledku 2:1 po prodloužení. Neuer často vybíhal mimo vápno a hasil chyby spoluhráčů v poli včasným odkopem. Plnil tak v tomto utkání roli jakéhosi falešného stopera. Ve čtvrtfinále proti Francii (výhra 1:0) vychytal čisté konto. V semifinále proti Brazílii ho mohl mít taky, ale překonal ho v závěru Oscar. Němci nasázeli Jihoameričanům do 29. minuty pět gólů a nakonec se zasloužili o historický debakl soupeře po výhře 7:1. Ve finále proti Argentině vychytal čisté konto a Německo zvítězilo nad Argentinou 1:0 po prodloužení. Získal titul a „Zlatou rukavici“ – cenu pro nejlepšího brankáře šampionátu.

### EURO 2016
Trenér Joachim Löw jej zařadil do závěrečné 23členné nominace na EURO 2016 ve Francii. Němci získali na turnaji bronzové medaile, v semifinále je vyřadila domácí Francie po výsledku 0:2. Na turnaji byl brankářskou jedničkou a odchytal všechna utkání.

### Mistrovství světa 2018
Reprezentační trenér Löw jej 15. května předběžně nominoval pro Mistrovství světa 2018 v Rusku navzdory tomu, že od září 2017 kvůli zranění nehrál.
Turnaj nakonec stihl, chopil se role brankářské jedničky a navlékl kapitánskou pásku, kterou měl od roku 2016 následkem odchodu Bastiana Schweinsteigera.
Na mistrovství odchytal všechny tři zápasy Německa, které ale ze skupiny nepostoupilo.

### EURO 2020
V kvalifikaci na Mistrovství Evropy 2020 (EURO 2020) zlomil rekord svého předchůdce v brankovišti německého národního týmu Seppa Maiera z roku 1979 v počtu čistých kont. Stalo se tak při výhře 8:0 nad Estonskem 11. června 2019 a rekord zlomil Neuerův 37. zápas bez obdrženého gólu. Reprezentační trenér Joachim Löw jej nominoval na EURO 2020, které se kvůli pandemii covidu-19 odehrálo až roku 2021. Jakožto jedničce v brankovišti mu měli sekundovat Bernd Leno z Arsenalu a Kevin Trapp z Eintrachtu Frankfurt. V přípravném přátelském zápase s Lotyšskem 7. června 2021 se stal prvním brankářem v historii německé reprezentace se 100 odchytaných zápasů.
Německo v úvodu turnaje čelilo 15. června jednomu z favoritů, a to Francii. Neuer byl v souboji dvou posledních světových šampionů překonán vlastním gólem stopera Matse Hummelse po soupeřově rohovém kopu. Němci poprvé prohráli v počátečním zápasu Eura. Takzvaná „skupina smrti“ pokračovala 19. června střetnutím s Portugalskem, ve kterém Německo vyhrálo 4:2. Na domácí půdě Mnichova se Německo 23. června utkalo s Maďarskem a remizovalo 2:2. Neuer se spoluhráči postoupil do osmifinále, ve kterém byli Němci 29. června po výsledku 0:2 vyřazeni Angličany, pozdějším poraženým finalistou.

### Mistrovství světa 2022
Představil se na Mistrovství světa 2022, které v listopadu a prosinci toho roku pořádal Katar. Uhájil svoji dlouholetou pozici brankářské jedničky, sekundovali mu Marc-André ter Stegen a Kevin Trapp. V mužstvu náležel mezi nejzkušenější. První skupinové utkání dne 23. listopadu přineslo překvapivou porážku 1:2 s Japonskem, které Německo porazilo poprvé. Ve druhém utkání o čtyři dny později Neuer v první půli působivým zákrokem odklonil střelu Daniho Olma a pomohl k remíze 1:1 se Španělskem, která udržela postupovou naději. Německo 1. prosince porazilo Kostariku 4:2, přičemž Neuer měl svůj podíl na obou soupeřových gólech. Ani jedno z mužstev však do osmifinále nezamířilo. V závěrečném klání stanovil nový rekord mezi brankáři na světovém šampionátu, odchytal na něm totiž 19. utkání a překonal dvojici Cláudio Taffarel, Sepp Maier.
Dne 21. srpna 2024 Neuer oznámil konec reprezentační kariéry.

## Úspěchy a ocenění
Klubové
Schalke 04
- 1× vítěz poháru DFB – 2010/11

Bayern Mnichov
- 11× vítěz Bundesligy – 2012/13, 2013/14, 2014/15, 2015/16, 2016/17, 2017/18, 2018/19, 2019/20, 2020/21, 2021/22, 2022/23
- 5× vítěz poháru DFB – 2012/13, 2013/14, 2015/16, 2018/19, 2019/20
- 7× vítěz superpoháru DFB – 2012, 2016, 2017, 2018, 2020, 2021, 2022
- 2× vítěz Ligy mistrů UEFA – 2012/13, 2019/20
- 2× vítěz Superpoháru UEFA – 2013, 2020
- 2× vítěz Mistrovství světa klubů FIFA – 2013, 2020

Reprezentační
Německá reprezentace do 21 let
- 1× zlato na Mistrovství Evropy hráčů do 21 let – 2009

Německá reprezentace
- 1× zlato na Mistrovství světa – 2014
- 1× bronz na Mistrovství světa – 2010
- 2× bronz na Mistrovství Evropy – 2012, 2016

Individuální
- Medaile Fritze Waltera v kategorii U19 – 2005 (stříbrná medaile)[93]
- 2× německý fotbalista roku – 2011, 2014[2][92]
- 1× německý reprezentační hráč roku – 2020[94]
- 5× nejlepším brankářem roku podle IFFHS – 2013, 2014, 2015, 2016, 2020[7]
- 1× nejlepším brankářem roku podle FIFA – 2020[95]
- Světová jedenáctka FIFA FIFPro – 2013,[96] 2014,[97] 2015,[98] 2016[99]
- Nejlepší jedenáctka podle ESM – 2011/12,[100] 2012/13,[101] 2014/15[102]
- Tým roku podle UEFA – 2013,[103] 2014,[104] 2015,[105] 2020[106]
- Sestava sezóny Ligy mistrů UEFA – 2013/14,[107] 2015/16.[108] 2019/20[109]
- Brankář sezóny Ligy mistrů UEFA – 2019/20[110]
- Tým sezóny Bundesligy podle kickeru – 2019/20,[111] 2020/21[112]
- Nejlepší sestava na Mistrovství Evropy – 2012[5]
- Nejlepší brankář Mistrovství světa neboli „Zlatá rukavice“ – 2014[73]
- Tým hvězd na Mistrovství světa – 2010,[113] 2014[114]
- Tým snů na Mistrovství světa – 2014[115]
- Stříbrný vavřínový list (Silbernes Lorbeerblatt) – 2010,[116] 2014[117]

## Osobní život
V mládí byl jeho velkým vzorem německý brankář Jens Lehmann.